# Josef Grabler
Josef Grabler (* 14. September 1899 in Saarunion; † 22. Mai 1941 vor der Insel Kreta) war ein deutscher Autor von Flieger- und Kriegsliteratur sowie Kriegsberichterstatter im Zweiten Weltkrieg.

## Leben
Der im Elsass geborene Grabler meldete sich 1916 als Kriegsfreiwilliger und diente während des Ersten Weltkriegs bei den deutschen Luftstreitkräften. 1922 wurde er preußischer Staatsbeamter des mittleren Dienstes. Daneben betätigte er sich als Sportflieger. Nach 1933 arbeitete Grabler im Reichsluftfahrtministerium.
Dem Buch des Historikers Saul Friedländer zufolge zeichnet seine im Bundesarchiv verwahrte Personalakte „das Bild eines von den Parteigenossen verachteten Mitläufers, dessen brennender beruflicher und fliegerischer Ehrgeiz durch seine mehrjährige Mitgliedschaft in der SPD behindert wurde.“ Als Beamter wurde Grabler 1937 für schriftstellerische Arbeiten im Auftrag des Ministeriums freigestellt und war ab 1939 als Kriegsberichterstatter einer Propagandakompanie der Luftwaffe zugeteilt. Nach dem Überfall auf Polen wurde er mit dem Eisernen Kreuz II. Klasse ausgezeichnet. Danach nahm er noch als Kriegsberichterstatter an den Feldzügen gegen Norwegen, Frankreich, Jugoslawien und Griechenland teil.
Grabler starb während der Luftlandeschlacht um Kreta, an der er abermals als Kriegsberichterstatter teilgenommen hatte, als er mit einer Transportmaschine über dem Meer abgeschossen wurde. Seine Leiche wurde nicht gefunden. Sein Name findet sich auf der Vermisstentafel des Deutschen Soldatenfriedhofs Maleme auf Kreta.

## Werk
Grabler veröffentlichte als Autor und Herausgeber mehrere als propagandistische Kriegsverherrlichung zu wertende Groschenhefte und Bücher und war bis zu seinem Tod 1941 einer der maßgebenden Autoren der Luftwaffen-Propagandaillustrierten Der Adler, an deren Aufbau er beteiligt war.
Der 32 Seiten schmale Band Sturzkampfflieger über Warschau und Modlin erschien 1939 als Heft 67 der Jugendheftreihe Spannende Geschichten, in der schriftstellernde Soldaten und Kriegsberichterstatter versuchten, „ohne schriftstellerische Ambitionen schnelles Geld zu verdienen“. Bei Inhalt und Themenfindung gab es eine „kooperative Interaktion mit der Militärzensur im Propagandaministerium“. Grablers Werk basiert auf seinen Kriegsberichterstatterartikeln aus dem Überfall auf Polen. Bis 1940 wurden von dem bei Bertelsmann erschienenen Heft 255.000 Exemplaren gedruckt. Eine Zusammenstellung von Propagandakompanie-Kriegsberichten ist das von ihm herausgegebene Buch Mit Bomben und MGs über Polen (1940), das bis 1942 eine Gesamtauflage von 300.000 Exemplaren erreichte. In seiner Einleitung mit dem Titel Die neue Waffe betont Grabler emphatisch, mit diesem Buch beginne ein neuer Abschnitt im erlebnisorientierten Schreiben über den Krieg.  Sein Buch über den Jagdflieger Helmut Wick (Helmut Wick. Das Leben eines Fliegerhelden) basiert ebenfalls auf Propaganda-Kriegsberichten Grablers. Es erschien erst fast zwei Jahre nach Grablers Tod im Jahr 1943 in der von der Wehrbetreuung der Luftwaffe zu Propagandazwecken herausgegebenen Buchreihe „Adler-Bücherei“. Als Herausgeber fungierte das Propagandablatt „Der Adler“.
Nach Kriegsende erschienen in der Sowjetischen Besatzungszone in der „Liste der auszusondernden Literatur“, die aus Bibliotheken und Buchhandlungen entfernt werden sollte, zwei Grabler-Bücher. Ein drittes wurde 1953 in der DDR verboten. Die Stadt Berlin hatte Grablers sämtliche Werke bereits 1946 entfernen lassen.

## Buchveröffentlichungen
- Die Kette. Ein Fliegerbuch. Thienemann, Stuttgart o. J. [1936]
- Sturzkampfflieger über Warschau und Modlin. (=Spannende Geschichten; 67). Bertelsmann, Gütersloh 1939
- (Koautor): Oberst Polte, Und wir sind doch geflogen! Meine Flugerlebnisse in drei Erdteilen, aufgezeichnet von Josef Grabler. Bertelsmann, Gütersloh 1940
- (Hrsg.): Mit Bomben und MGs über Polen. PK-Kriegsberichte der Luftwaffe. Bertelsmann, Gütersloh 1940
- Helmut Wick. Das Leben eines Fliegerhelden. (=Adler-Bücherei). Scherl, Berlin 1943